# Nahverkehrsmuseum Kleinbahnhof Wohldorf
Das Nahverkehrsmuseum Kleinbahnhof Wohldorf liegt an der ehemaligen Endhaltestelle der Elektrischen Kleinbahn Alt-Rahlstedt–Volksdorf–Wohldorf im Norden Hamburgs. Das Museum informiert über die frühere Walddörfer-Straßenbahn und die Geschichte des öffentlichen Nahverkehrs in Hamburg und Umgebung. Einen bedeutungsvollen Teil der Ausstellung bildet die Modellbahnanlage. Seit 2021 wurde das Museum umfassend saniert. Die Arbeiten konnten im Winter 2022 erfolgreich abgeschlossen werden.

## Lage
Das Museum liegt im Hamburger Stadtteil Ohlstedt, im Schleusenredder 10a. Der Museumsbau ist unmittelbar am Rand des Wohldorfer Walds gelegen.
Von der U-Bahn-Station Ohlstedt führt ein Wanderweg 1,6 km zum Museum, erst um ein Schulgelände herum, dann den Wald auf der ehemaligen Trasse der Kleinbahn durchquerend.

## Geschichte
Das Gebäude, in dem heute das Museum untergebracht ist, entstand um 1907. Es war der Endbahnhof der Elektrischen Kleinbahn Alt-Rahlstedt–Volksdorf–Wohldorf. Die Bahn verband Gebiete, die Hamburgische Exklaven in Preußen waren. Die Strecke war ein beliebtes, günstiges Ausflugsziel. Der Bahnhof Wohldorf repräsentiert damit ein Stück der Walddörfer Stadtteilgeschichte, sowie der Hamburgischen Freizeitkultur und Nahverkehrsgeschichte. Er veranschaulicht die Anbindung der Walddörfer an die Großstadt im frühen 20. Jhd. 1961 wurde die Bahnstrecke stillgelegt.
Unter dem Namen „Kleinbahn-Verein Wohldorf“ (KVM) gründete sich 1958 der heutige, später umbenannte Verein. Im Jahr 1962 wollte der Kleinbahnverein und die „Freunde der Eisenbahn“ den Bahnhof Wohldorf als Museum nutzen. Das Bezirksparlament war sich einig, dass die elektrische Kleinbahn in eine Museumsbahn umgewandelt werden sollte. Auf der Bahnstrecke sollte ein zweistöckiger Anhänger verkehren. Diese Entscheidung wurde davon abhängig gemacht, wie der Erfahrungsbericht über den Kleinbahn ersetzenden Busbetrieb ausfällt.
Weder Gleis noch Bahnsteig sind heute noch zu sehen. Die 360 Quadratmeter große Wartungshalle ist nahezu verfallen. Verblieben ist das ehemalige Güterabfertigungsgebäude, ein villenähnlicher Bau. Das Gebäude ist im Wesentlichen unverändert. Heute steht das Haus als historisches Denkmal unter Denkmalschutz. Das Objekt trägt die vom Denkmalschutzamt Hamburg vergebene Identifikationsnummer 23100. Es ist das nördlichstes Bahnhofsgebäude Hamburgs.
Am 18. September 1999 wurde das „Kleinbahn-Museum Wohldorf“ nach dem Herrichten durch den „Kleinbahn-Verein Wohldorf“ (KVW) eröffnet. Als der KVW im Verein Verkehrsamateure und Museumsbahn e.V. (VVM) aufging, wurde es in Nahverkehrsmuseum Kleinbahnhof Wohldorf umbenannt. Es wurde von 2020 bis 2023 grundüberholt und Ostern 2023 wiedereröffnet. Der Verein hat das Gebäude von der Stadt Hamburg gemietet.

## Sanierung
Im Jahr 2019 drang Wasser in das Dach und verursachte einen schweren Schaden. Vereinsvorsitzender Harald Elsner, Architekt, informierte das verantwortliche Immobilienunternehmen Sprinkenhof GmbH. Der Finanzsenator von Hamburg involvierte sich obendrein. Das Haus musste für baufällig erklärt werden. Am 20. Februar 2019 wurde daher das Museum geschlossen und ausgeräumt. Nach der Sanierung darf das Museum die Räume weiterhin nutzen.
Neben der Feuchtigkeit war vor allem die Statik im Obergeschoss geschädigt. Es fanden bauliche und restauratorische Voruntersuchungen statt. Die Entscheidung zur Sanierung wurde im Bürgerschaftswahlkampf im Januar 2020 verkündet. Ziel der Sanierungsmaßnahmen ist, das Haus möglichst lange zu erhalten und nutzbar zu machen. Der Grundbestand wird behutsam nach den Vorgaben des Denkmalschutzes saniert. Der Plan ist, ein Ausflugsziel zu erschaffen, auch für Schulklassen. Bisher bot das Bahnhofsgebäude nicht viel Platz, was durch die Sanierung verbessert wird.

„Es entsteht ein größeres, bekannteres und sehenswerteres Museum.“

Die Generalüberholung begann schließlich im Juni 2021. Die Arbeiten begannen am Dach. Schadstoffuntersuchungen ergaben, dass der Dachstuhl komplett ausgetauscht werden musste. Die Dachdeckung muss nach Vorgaben des Denkmalschutzes originalgetreu nachproduziert werden. Eine Konservierung der Stahlträger und die Gebäudeabdichtung folgen. Es entsteht ein Durchbruch, der für mehr Licht im Inneren sorgt.
Nach dem Dach werden die Innenräume saniert. Die technische Gebäudeausstattung soll auf einen zeitgemäßen Stand gebracht werden. Die Heizung sowie Ver- und Entsorgungsleitungen werden erneuert, zudem ein Anschluss an das Wasserverteilungssystem gelegt. Essentielle Stilelemente werden aufgearbeitet, konserviert oder gegebenenfalls erneuert. Die über 100 Jahre alte Farbgestaltung wird reproduziert.
Laut Hamburger Senat soll geprüft werden, ob ein barrierefreier Zugang zum Gebäude geschaffen werden kann. Zu Baubeginn lag keine Lösung diesbezüglich vor. Eine Rampe als Zugang kann wegen des Denkmalschutzes nicht realisiert werden. Andere Möglichkeiten würden geprüft.

### Finanzierung
Ob das Gebäude im Allgemeinen Grundvermögen der Stadt verbleibt oder anderweitig verwaltet werden wird, ist im Mai 2021 noch ungeklärt. Eigentümer und Bauherr ist der Landesbetrieb Immobilienmanagement und Grundvermögen (LIG). Die Projektsteuerung der Baumaßnahmen lag in der Hand der Sprinkenhof GmbH. Im Januar 2020 wurden die Kosten der Sanierung auf 1,4 Millionen Euro geschätzt. Im Sommer 2021 wurde der Betrag von ca. 1,08 Millionen Euro veröffentlicht. Von der Finanzierung stellte der LIG rund 900.000 Euro bereit, wurde zunächst angegeben, und 490.000 Euro werden vom Fördertopf des Stadtviertels gezahlt. Die Bestätigung der Fördermittel überreichte der Finanzsenator Andreas Dressel persönlich an den Vereinsvorsitzenden. Die Geschichte des Hamburger Nahverkehrs zugänglich zu machen, sei just in der Phase des Schnellbahnausbaus angemessen, ließ der Politiker verlauten.

### Neueröffnung
Es war geplant, das Museum genau 60 Jahre nach der letzten Streckenfahrt der Kleinbahn wiederzueröffnen, im Jahr 2021. Mitte 2021 wurde veröffentlicht, dass die Neueröffnung für Frühjahr 2022 geplant ist. Schließlich fand die offizielle Schlüsselübergabe nach der Sanierung zwischen Stadt und Trägerverein am 25. November 2022 statt. Nach den Arbeiten sei nun „sichergestellt, dass das historische Gebäude langfristig für die kommenden Generationen erhalten werden kann und dem Verein eine langfristige Perspektive für die museale und ehrenamtliche Arbeit gegeben wird.“ Mit der Wiedereröffnung wurde auch eine Erweiterung der Öffnungszeiten geplant. Künftig kann umfassender und mit wechselnden Schwerpunkten und Sonderausstellungen die Geschichte des Nahverkehrs in Hamburg präsentiert werden.

## Museum
Das Museum wird eigens von ehrenamtlichen Mitgliedern des Vereins Verkehrsamateure und Museumsbahn e.V. betrieben. Als das Museum gezwungen war, das Güterabfertigungsgebäude zu räumen, stellte sich die Frage, wohin mit den Exponaten. Ein Teil wurde im Eisenbahnmuseum Lokschuppen Aumühle ausgestellt. Die Bilder wurden beim Vereinsvorsitzenden Zuhause untergebracht. Weitere Stücke wurden eingelagert. Nach der Sanierung kehren die Exponate zurück. Zeitgleich wird die Ausstellung erweitert. Die Entwicklung des Hamburger Verkehrsnetzes im vergangenen Jahrhundert wird interaktiv aufbereitet.

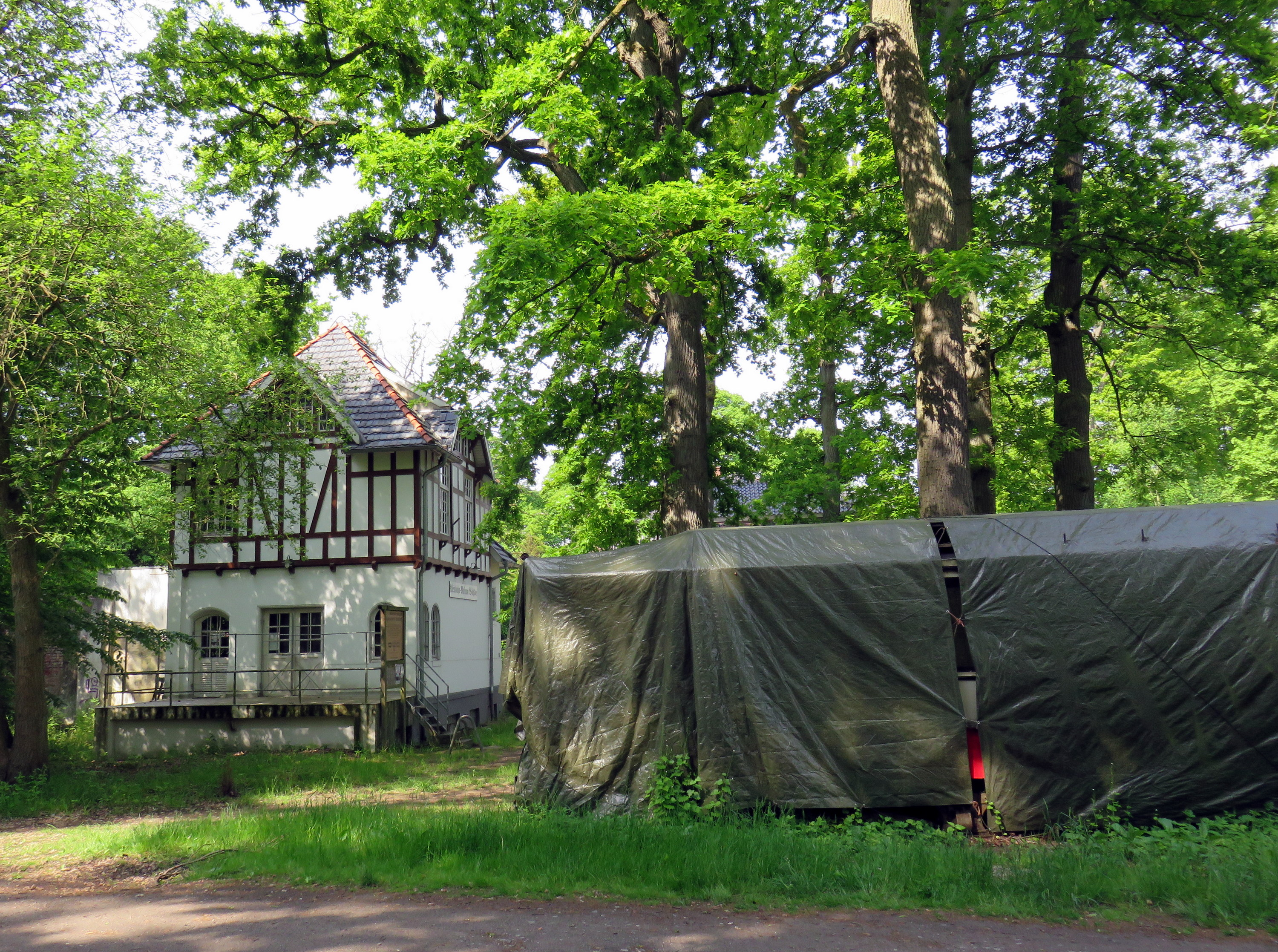
Abgedeckter Straßenbahn-Triebwagen vor dem Museumsgebäude (2015)

Die Museumsstücke sind eine Sammlung von Originalteilen, Dokumenten, Modellen und Fotos. Sie erzählen von der Geschichte der bis 1961 noch als Walddörfer-Straßenbahn verkehrenden Bahn und von der Geschichte des öffentlichen Nahverkehrs in Hamburg und Umgebung. Beispielsweise informieren Stopfhacke, Schottergabel und Schraubenschlüssel über die Technik des Stopfens bis zur Jahrhundertwende 1900. Die Ausstellung informiert darüber hinaus im Speziellen über den Hamburger Personennahverkehr in den 1950ern. Auf dem Außengelände steht ein abgedeckter Straßenbahn-Triebwagen.

### Modellbahnanlage
Einen bedeutungsvollen Teil der Ausstellung bildet die Modellbahnanlage.

„Viele kommen hierher, um die Bahn zu fahren.“

Das Schaustück zeigt die damalige elektrische Kleinbahn mit dem ursprünglichen Bahnhof Wohldorf und allen Gebäuden. Beim ursprünglichen Bau von Joachim v. Helmrich maß die Anlage 22 Meter Länge und nahm damit vor der Sanierung beinahe die Hälfte eines Stockwerks ein. Im Maßstab von 1:64 fahren Züge der Nenngröße S. Anfang der 1970er wurde die Modelleisenbahn im Museum De Spieker in Volksdorf präsentiert. Bei der 725-Jahr-Feier des Stadtteils Duvenstedt 1986 nahm das Projekt auch eine Rolle ein. Im Museum wird die Anlage instand gehalten und zunehmend erweitert.

## Galerie

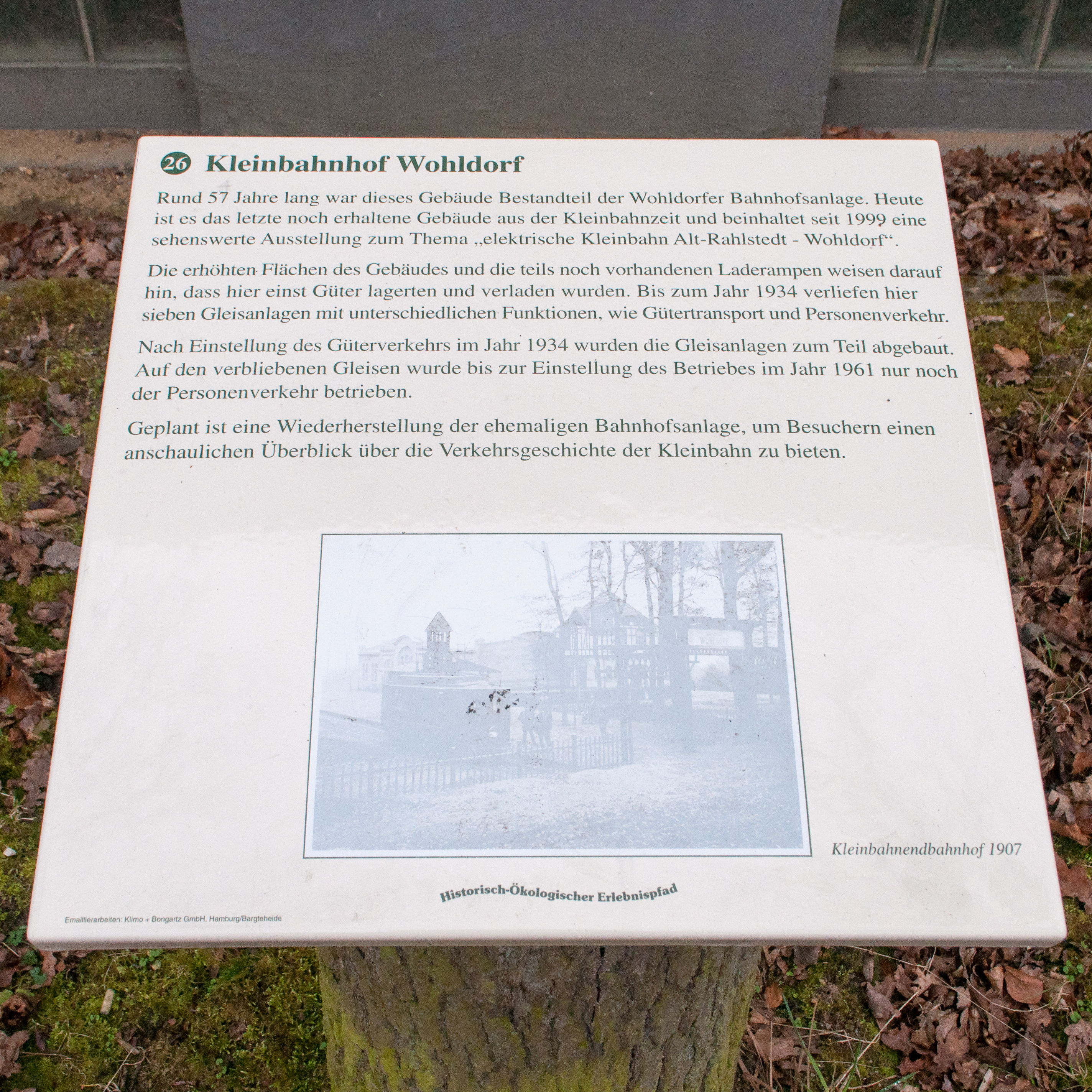
Infotafel (2014)
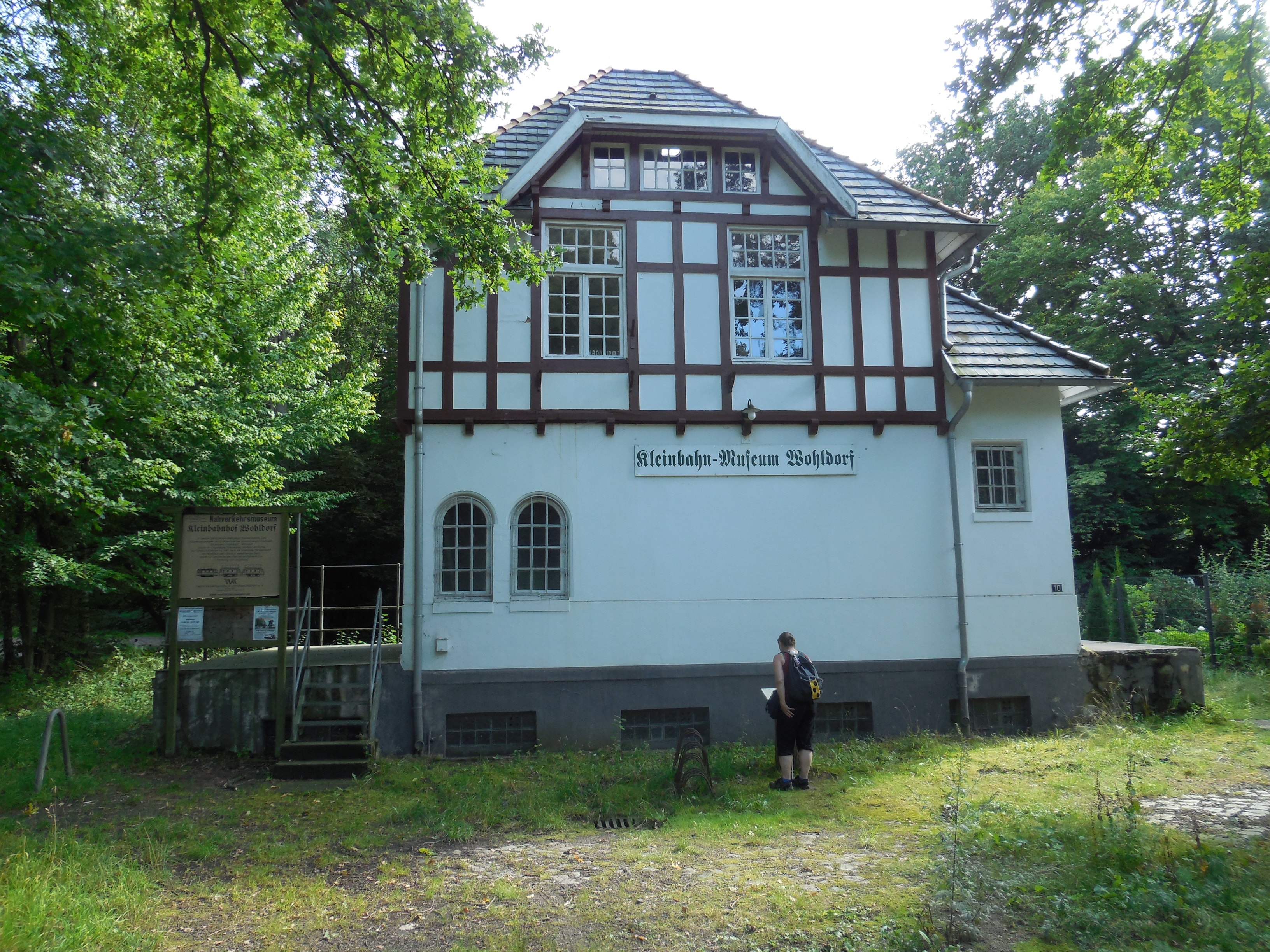
Fassade (2016)
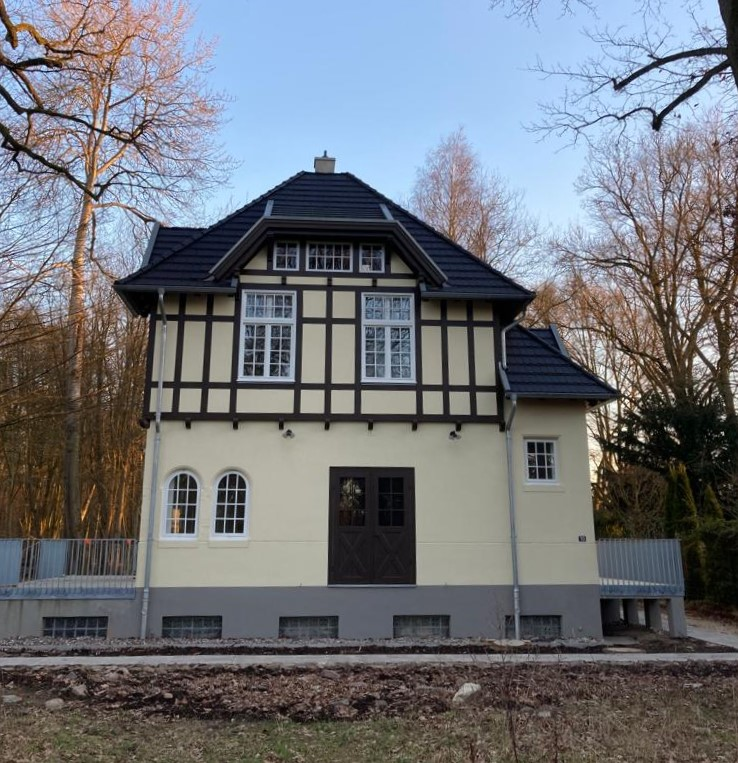
Fassade (2023)
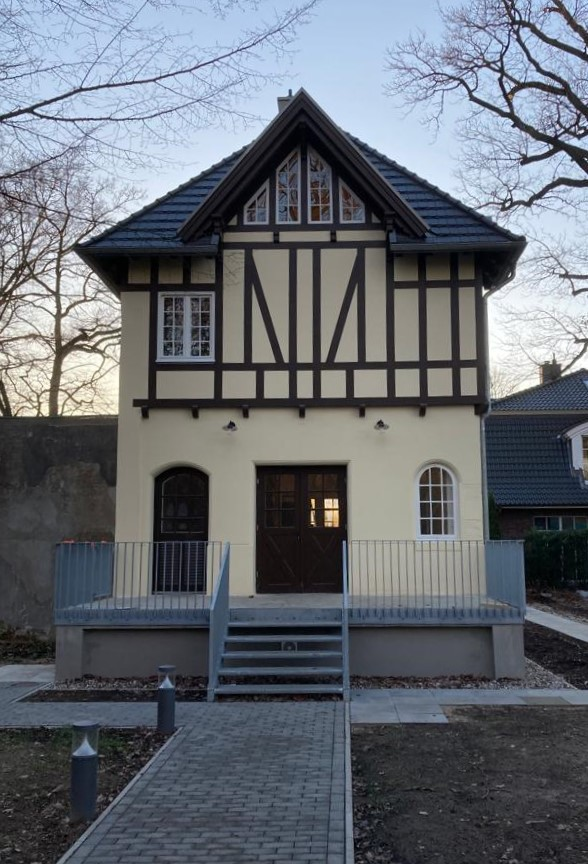
Zugang (2023)